# 권하림
권하림(1999년 3월 2일~)은 대한민국의 다이빙 선수로, 2020년 하계 올림픽에 참가했다.

## 경력
2020년 하계 올림픽 여자 10m 플랫폼에 출전하여, 발목 부상 중에도 테이핑을 하고 경기에 출전했지만, 예선 탈락 하였다.
2023년 8월 중국 청두에서 열린 유니버시아드 단체전에서 은메달을 기록하였다.

## 기타
아버지 권순성은 기계체조 선수이며, 1986 서울 아시안 게임 메달리스트다.